# Symplocos pendula
Symplocos pendula är en tvåhjärtbladig växtart som beskrevs av Robert Wight. Symplocos pendula ingår i släktet Symplocos och familjen Symplocaceae. Utöver nominatformen finns också underarten S. p. hirtistylis.